# Равержи, Ипполит
Ипполит Клод Равержи (фр. Hippolyte Claude Ravergie; 18 апреля 1815, Париж — 13 ноября 1887, там же) — французский художник.

## Биография
Учился у Жана Огюста Доминика Энгра и Поля Делароша, двух ведущих представителей классической и академически-реалистической живописи во Франции в первой половине XIX века. С 1835 года регулярно выставлялся на ежегодном Парижском салоне.
Помимо портретов популярных актрис своего времени, создал портрет Наполеона III по заказу Версальского музея, а также писал картины на религиозные темы. В 1851 году написал портрет жены. Среди других известных работ — портрет графа А. Сен-Симона.

## Галерея

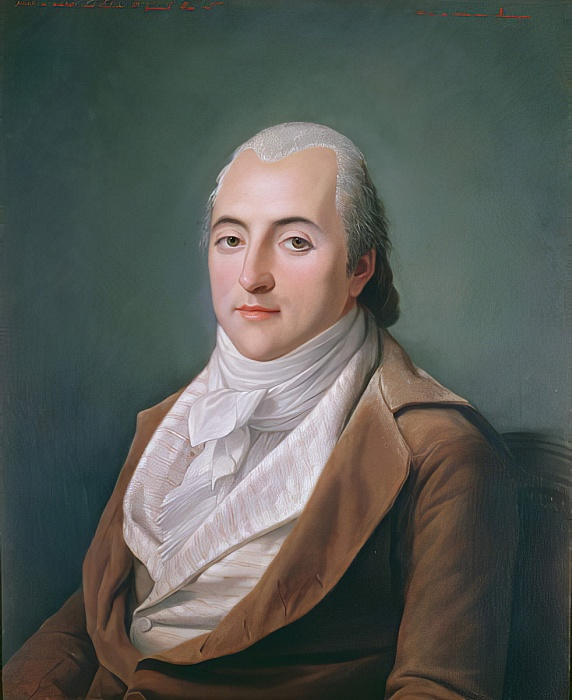
Портрет графа А. Сен-Симона.
Женский портрет
Портрет Наполеона III